# П'єр-Шарль Александр Луї
П'єр-Шарль Алекса́ндр Луї́ (фр. Pierre-Charles Alexandre Louis; 14 квітня 1787, Марей-сюр-І, Франція — 22 серпня 1872, Париж) — французький лікар і патолог, відомий своїми дослідженнями туберкульозу, черевного тифу, пневмоній, введенням у медицину «числового методу» (фр. méthode numérique), передвісника епідеміологічних досліджень і засобів сучасних клінічних випробувань.

## Біографія

### Ранні роки
П'єр Луї народився в сім'ї виноторговця Жана-Баптиста Луї і його дружини Марі-Луїзи Шарлотти Гемарт. Він виріс під час Французької революції і спочатку хотів вивчати юриспруденцію, але потім схилився до вивчення медицини, навчання закінчив у 1813 році. Спочатку він працював і проводив свої наукові дослідження в Реймсі, але згодом перебрався до Парижа.

### Праця в Одесі
Після закінчення медичної освіти Луї супроводжував друга сім'ї графа Сен-Пріста до Російської імперії, де він подорожував протягом декількох років, перш ніж оселився в українському місті Одеса в 1816 році, де мав успішну приватну практику впродовж чотирьох років, отримавши почесне звання лікаря від царя. Проте, в 1820 році епідемія дифтерії змусила його визнати свою все ж таки недостатню компетентність медичних знань і виїхати з імперії.
Він повернувся в Париж, де став працювати спочатку без оплати в лікарні Шаріте протягом семи років, вивчаючи численні історії хвороби пацієнтів і проводячи тисячі розтинів.

### «Числовий метод»
У XIX столітті французький лікар Бруссар запропонував теорію, що гарячка є результатом запалення органів і кровопускання є ефективним засобом для лікування будь-якої гарячки. Луї починаючи з 1823 року розпочав публікувати результати свої робот, де викладав численні результати практичних досліджень і розтинів. 1828 року він опублікував ґрунтовну роботу під назвою «Нарис клінічної інструкції», в якій показав, спираючись на числові обчислення, які показали, що застосування кровопускання при пневмонії було неефективним. Підхід Луї отримав сильний спротив тодішніх лікарів, які не бажали чекати випробувань, щоб визначити, чи є сучасні методи лікування ефективні, або відмовлятися від тих способів лікування, які були визнані клінічними випробуваннями неефективними. Поступово методи Луї отримали визнання, оскільки лікарі почали визнавати «числовий метод», що додало об'єктивність до підходів до лікування і поліпшення їхніх результатів. «Числовий метод» передбачав використання середніх груп пацієнтів з однією і тією ж хворобою, щоб визначити, що слід робити з окремими випадками цієї хвороби. У рамках дослідження Луї підкреслив важливість схожості пацієнтів і намагався враховувати фактори, такі, як вік пацієнтів у різних групах лікування, дієта, тяжкість захворювання та які в них використовували методи лікування, окрім кровопускання. Луї також підкреслив важливість числового порівняння населення, а не індивідуальних рис, вважаючи, що різниця між окремими пацієнтами буде «середньостатистичною» у групі, хоча він не зміг зрозуміти важливість рандомізації для забезпечення цього. Супротивники стверджували, що окремі випадки були надто різноманітними, щоб бути об'єднаними в статистично середні групи. Луї відповів, вказавши, що навіть окремі випадки мають спільні риси, і, стверджував, що якщо вважати кожний випадок унікальним, медичний прогрес не може бути досягнутий. Луї визнав, що у власних його дослідженнях було зафіксовано занадто мало випадків абсолютної визначеності методів лікування, і його учень пізніше заявив, що після того, як було накопичено 500 випадків, можна було б досягти певної достовірності. Невідомо, чи навчався Луї математиці, але є припущення, що він запозичив для медицини ідеї французького математика П'єра-Симона Лапласа стосовно введення кореляційних розрахунків у науку.

### Подальша кар'єра
1825 року він опублікував роботу, присвячену дослідженню туберкульозу — фр. Recherches anatomopathologiques sur la phitisie, рапорт до Королівської Академії медицини. У ній він сформулював певні положення, які надалі назвали «законом Луї» — туберкульоз легенів, як правило, починається на верхівці правої легені й, всякий раз, коли є туберкульозний процес в інших органах, також є ураження в легенях.
У 1828 році він був у Гібралтарі як медичний експерт, де вивчав епідемію жовтої гарячки і був прийнятий на роботу лікарем до госпіталю Пітьє-Сальпетрієр. Тоді він одружився з дочкою маркіза Монтферьє Зое Жаклін дю Відаль.
У 1829 році Луї опублікував два томи своїх багаторічних досліджень під назвою «Recherches anatomiques, pathologiques et thérapeutiques sur la maladie conque sous les noms de gastro-entérite, fiebre putride, adynamique, ataxique, typhoïde», де навів дані про багато нозологій, зокрема, про гастроентерит, адинамію, атаксію, черевний тиф тощо. Саме в ній він ввів термін «черевний тиф» і чітко окреслив клінічні прояви захворювання, розширивши знання про цю хворобу, яку з-поміж інших тифів виокремив П'єр Фідель Бретонно.
Його студенти 1832 року створили Товариство медичних досліджень і вибрали Луї його головою. Луї займався ще багатьма дослідженнями, які були прообразами сучасних епідеміологічних, зокрема при емфіземі легень, раку шлунку тощо. Також він доклав зусиль до стандартизації історії хвороби, ввівши туди багато пунктів обстеження.
Його ім'я пов'язане з кутом Луї (або груднинним кутом), анатомічним орієнтиром, утвореним кутом між грудниною і рукояткою її.
Був обраний членом Американської академії мистецтв і наук (1849 рік), Леопольдини (1853 рік).
Проводив навчальну роботу як доцент у Паризькому університеті, зокрема був вчителем відомого надалі англійського лікаря Олівера Венделла Голмса-старшого.

### Останні роки
Його єдиний син помер від туберкульозу у віці 18 років у 1854 році. Через це Луї тоді ж покинув лікарську практичну діяльність. Він помер 22 серпня 1872 року у віці 85 років, був похований на цвинтарі Монпарнас.